# Юозас Кедайніс
Юо́зас Кеда́йніс (лит. Juozas Kėdainis; 18 (31) грудня 1915, Каралюнішкіс, нині Купишкіського району — 12 листопада 1998, Каунас) — литовський скульптор, лауреат Державної премії Литовської РСР (1958), народний художник Литовської РСР (1965).

## Біографія
Народився в селі Каралюнішкіс Поневежського повіту (нині Купишкіського району) в багатодітній селянській родині. Закінчив гімназію в Купишкісі. У 1933—1939 роках навчався в Каунаській художній школі (нині Каунаський інститут декоративно-прикладного мистецтва) у Юозаса Мікенаса і Юозаса Зікараса. 
Викладав малювання в Каунаській середній художній школі (1945—1946), малювання і скульптуру в Каунаському інституті декоративно-прикладного мистецтва (1946—1951), у Вільнюській художній академії (1951—1989); доцент (з 1961 року), професор (з 1970 року). 
Починаючи з 1944 року, брав участь у художніх виставках; персональна виставка пройшла у Вільнюсі в 1976 році. 
Помер в Каунасі, похований на кладовищі Панямунес. 

## Творчість
Спільно з Юозасом Мікенасом створив монументальну групу «Учнівська молодь», встановлену на Зеленому мосту (Вільнюс, 1952). Автор рельєфів із кольорової керамічної плитки «Сільське господарство» і «Тваринництво» для ВДНГ. 
Створював з дерева, граніту, мармуру, алюмінію, міді, теракоти, бронзи камерні жанрові композиції на теми праці і селянського життя («Бригадир», 1949; «Колгоспний конюх», 1957 та інші), рельєфи («Новосели» 1948 та інші). Автор декоративних паркових скульптур «Відпочинок» (чавун, Друскінінкай, 1958), «Пісня» (Друскінінкай, 1964), декоративних рельєфних панно «На узбережжі» (гіпс, 1959, кафе «Неринга», Вільнюс) і «Архітектура», «Література», «Музика» (Драматичний театр Юозаса Мільтініса, 1968), декоративної стели «Праця» (граніт, Каунас, 1970), надгробних пам'ятників письменника Пятраса Цвірки на кладовищі Расу у Вільнюсі (1950), художниці Марції Катілюте на Петрашунському кладовищі (1972), медалей. 
У 1979 році, у зв'язку з 400-річчям Вільнюського університету, Юозас Кедайніс створив барельєфну композицію в пам'ять проповідника, богослова і лексикографа, професора Константінаса Сірвідаса в університетському костелі святих Іоаннів у Вільнюсі. 

## Нагороди та звання
- 1958 — Державна (Республіканська) премія Литовської РСР
- 1965 — Народний художник Литовської РСР